# Dohoda z Dauhá
Dohoda z Dauhá (anglicky Doha Agreement) oficiálně nazývaná Dohoda pro nastolení míru v Afghánistánu (anglicky Agreement for Bringing Peace to Afghanistan) je dohoda uzavřená mezi Spojenými státy americkými a afghánským hnutím Tálibán, která byla podepsána dne 29. února 2020 v Dauhá v Kataru. Dohoda vedla ke stažení zahraničních vojenských jednotek z Afghánistánu a ukončení války za prezidenta Joe Bidena.

## Průběh dohody
Válka v Afghánistánu stála v roce 2017 ročně 27 miliard dolarů. V té době nastoupil do úřadu amerického prezidenta Donald Trump, jehož reakcí bylo okamžité ukončení války. Národní bezpečnostní tým však prezidenta přesvědčil, aby navýšil účast USA v konfliktu a zároveň započala jednání s Talibanem. Následující rok, když nedošlo k posunu, nazval Trump akci totálním fiaskem. V té době jednaly USA s Talibanem bez zástupců afghánské vlády, protože to byl klíčový požadavek Talibanu. Přestože cílem jednání bylo zahájení vnitrostátních rozhovorů v Afghánistánu, byl důsledek úplné vytěsnění afghánské vlády z jednání. Během jednání Donald Trump několikrát pohrozil stažením z Afghánistánu, což zástupci USA označovali jako "Damoklův tweet", který mohl kdykoliv oznámit okamžité stažení vojsk USA z Afghánistánu.
Ministr zahraničí USA Mike Pompeo věděl, že Trump může kdykoliv jednání přerušit, a proto byl hlavní americký vyjednavač Zalmay Khalilzad pověřen, aby uzavřel dohodu za každou cenu. Kromě vytlačení afghánské vlády byl tak v izolaci i afghánský prezident Ašraf Ghaní, se kterým nesdílel své cíle ani Donald Trump. Během jednání Trump několikrát pohrozil stažením vojsk, což oslabilo Gháního a naopak posílilo Taliban, aby neslevil ze svých požadavků. Podpis dohody v Dauhá tak posílil vzbouřence a oslabil afghánskou vládu.
V dohodě USA souhlasily s klíčovým požadavkem Talibanu, aby USA a jejich koaliční partneři do 14 měsíců opustily Afghánistán. Taliban na oplátku přislíbil, že nedovolí umístění teroristických jednotek v Afghánistánu a souhlasil v pokračování rozhovorů s afghánskou vládou. Pokud by Taliban nesplnil požadavky, mohly USA teoreticky zastavit stahování vojáků z Afghánistánu. Ve výsledku Taliban nezamezil usídlení teroristických jednotek na území Afghánistánu a rozhovory s vládou vedl jen napůl.

### Výsledek
Trumpova dohoda s Talibanem vyloučila z jednání spojence USA, dovolila příliš mnoho protivníkovi a byla částečně motivována představou plýtvání americkými dolary ve vzdálené zemi bez ohledu na dlouhodobé bezpečnostní zájmy USA. Dohoda nastavila podmínky pro to, aby vzbouřenci po stažení koaličních vojsk silou obsadili Kábul a převzali moc, což byl konec afghánské vlády podporované do té doby USA a jeho spojenci.

## Souvislosti
V září 2017 uzavřel Donald Trump s afghánským prezidentem Ašraf Ghaním smlouvu o těžbě nerostných surovin v Afghánistánu. Tato smlouva měla umožnit USA získat zpět část investic do bezpečnosti Afghánistánu a pomoci tak v boji proti terorismu. Také měla být zárukou stability afghánské vlády podporované USA, ale protože neposkytla bezpečnostní záruky, afghánskou vládu silou sesadil Taliban (po stažení vojsk USA z Afghánistánu) a smlouva naplněna nebyla.
Na začátku roku 2025 nově zvolený americký prezident Donald Trump nabízí smlouvu o těžbě nerosných surovin Ukrajině během Ruské invaze na Ukrajinu a také nenabízí bezpečnostní záruky.